# Suzanne Lee

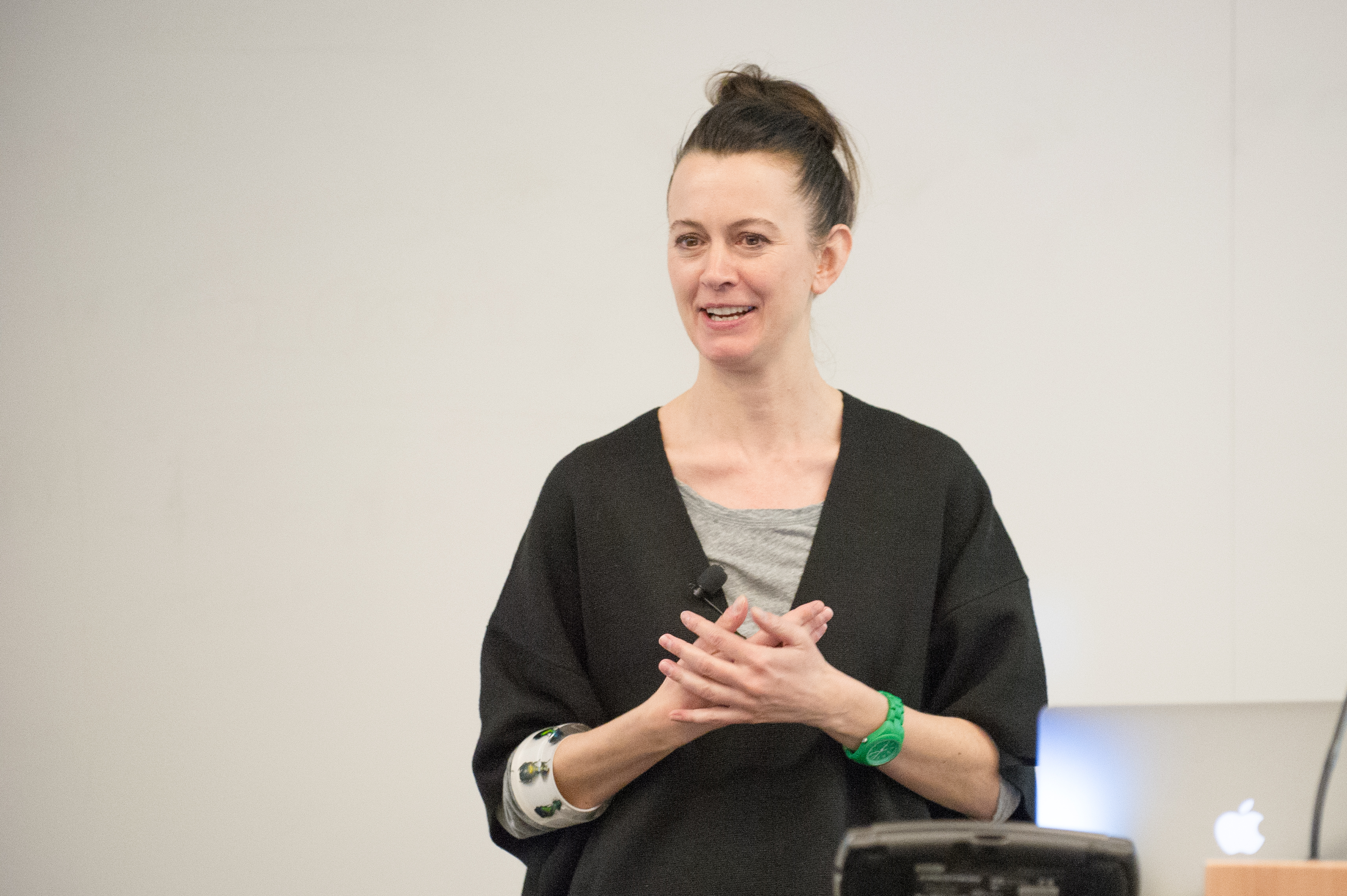
Suzanne Lee

Suzanne Lee (1970) is een Amerikaans ontwerpster en een pionier op het gebied van mogelijkheden om met micro-organismen als algen, schimmels en bacteriën duurzame textiel te ontwikkelen.
Ze kreeg belangstelling voor dit thema toen ze onderzoek deed voor haar boek Fashioning the Future: Tomorrow's Wardrobe (2007), een overzicht van nieuwe duurzame technologieën voor de productie van textiel. Zij begon in 2003 een samenwerking met de Schotse wetenschapper David Hepworth op het gebied van het 'kweken' van microbiële textiel- en leervervangers.
Lee is de initiatiefnemer van het project BioCouture, dat gefinancierd werd door het Britse Arts and Humanities Research Council. Het project onderzocht of het mogelijk was organismen te ontwikkelen die zijn geoptimaliseerd voor het kweken van textielvervangers. Zo werd bijvoorbeeld microbiële cellulose ontwikkeld die kan worden gebruikt om textiel te maken. BioCouture werd in 2010 opgenomen in de Time Magazine lijst van The Top 50 Best Inventions.
In 2014 werd Lee chief creative officer bij Modern Meadow, een in New York gevestigd bedrijf dat collageen kweekt voor de productie van leervervangers. Zij is oprichter en CEO van Biofabricate, een platform voor samenwerking rond het kweken van consumentenproducten als textiel. Zij is als onderzoeker verbonden aan de Central Saint Martins College of Art and Design in Londen. Lee is een TED-fellow.

## Publicaties
- Fashioning the future: tomorrow's wardrobe. 2007. ISBN 9780500285855